# 청원고등학교 (서울)
청원고등학교(靑園高等學校)는 대한민국 서울특별시 노원구 상계동에 있는 사립 고등학교이다.

## 학교 연혁
- 1952년 3월 5일 : 고려영수학관의 인가를 얻어 학관장에 설립자 이인근 선생 취임
- 1955년 4월 27일 : 고흥중학교 설립 인가 얻음
- 1972년 4월 21일 : 학교법인 고흥학원의 정관을 청원학당으로 명칭 변경
- 1978년 9월 21일 : 학교법인 청원학당 이사장에 이인근 선생 취임
- 1988년 11월 12일 : 청원고등학교 설립 계획 인가 얻음
- 1989년 3월 1일 : 청원고등학교 개교
- 1990년 3월 1일 : 초대 교장 강장완 선생 취임
- 2002년 6월 1일 : 신축교사 지성관(고3 별관) 준공 및 입주
- 2009년 7월 28일 : 학교법인 청원학당을 학교법인 청원학원으로 명칭 변경
- 2013년 8월 1일 : 학교법인 청원학원 이사장에 성상엽 선생 취임
- 2020년 3월 1일 : 청원고등학교 제9대 교장 이한도 선생 취임
- 2023년 2월 9일 : 제32(통합65)회 청원고등학교 졸업식(377명, 총 졸업생수 17,466명)

## 참고 자료
- 청원고등학교 - 한국교육학술정보원 학교알리미